# 앙골라 완전독립 민족동맹
앙골라 완전독립 민족동맹(포르투갈어: União Nacional para a Independência Total de Angola, UNITA)는 앙골라에서 두 번째로 규모가 큰 당이다. 1966년 3월 13일 설립된 후, 반공 성향의 FNLA와 함께 친소련 성향의 MPLA와 앙골라 독립 전쟁과 앙골라 내전 중에 맞서 싸웠다.
초대 지도자인 조나스 사빔비는 마오쩌둥 사상, 자유주의, 포퓰리즘 등의 다양한 이념을 혼합한 '아프리카 사회주의'에 근거한 이념에 따라 당을 운영하였다. 마오쩌둥 사상의 경우는 그가 중화인민공화국에서 군사 훈련을 받은 영향으로 인해 나타난 것으로 보인다. 1980년대에는 기존의 노선을 폐기하여 이른바, '흑인 레이건주의'(Black Reaganism)에 근거하여 반공주의, 기독교주의, 앙골라인 민족주의를 지향한 우익 정당으로 변하였다. 조나스 사빔비는 설립 당시부터 2002년 사망할 때까지 이 정당을 주도했고 사후엔 이사이아스 사마쿠바가 주도해오고 있다. 사빔비의 사후 무력 투쟁을 포기하고 정당 정치에 참여해오고 있으며 2017년 총선에서 220석 중 51석을 차지했다. 본부는 앙골라에 있다.